# Шишкин, Олег Владимирович
Оле́г Влади́мирович Ши́шкин (рум. Oleg Şişchin; 7 января 1975, Кишинёв, СССР) — молдавский футболист, полузащитник, в основном выступавший за клубы России и Молдавии, в настоящий момент — тренер клуба «Флорешты».

## Карьера

### «Конструкторул»
Шишкин присоединился к «Конструкторулу» после того, как эта команда добилась права играть в элитном обществе молдавского футбола. С первого захода «Конструкторул» выиграл Кубок страны, а год спустя стал чемпионом.

### ЦСКА
В 1999 году приехал на просмотр в ЦСКА. Олег приглянулся тренерам армейского клуба и перешёл в московскую команду. В первом матче за ЦСКА поразил ворота московского «Локомотива», принеся команде победу — 1:0. Шишкин почувствовал сильное доверие Олега Долматова. Шишкин забил эффектный гол во встрече Лиги чемпионов против «Мольде». В 2000 году сыграл в финале Кубка России, проигранном армейским клубом «Локомотиву». Когда главным тренером ЦСКА был Долматов, Шишкин являлся одним из лидеров клуба. С приходом на должность главного тренера Павла Фёдоровича Садырина ситуация поменялась.

### «Сатурн»
В 2001 году Шишкин перешёл в «Сатурн». Стать игроком стартового состава не удалось. Главный тренер раменского клуба Владимир Шевчук использовал в средней линии большое количество «персональщиков», и Шишкину места на поле не находилось.

### «Динамо» (СПб)
В 2002 году Олег перешёл в «Динамо» (СПб). У него не было предложений из премьер-лиги, и Шишкин согласился на переход в команду первого дивизиона. Когда главным тренером «Динамо» был Дмитрий Галямин, Олег являлся одним из лидеров петербургского клуба. В матче с «Черноморцем» забил красивый гол, нанеся удар с лёта примерно с линии штрафной площади. Во встрече с «Локомотивом» (Чита) забил два мяча.

### Галямин
После прихода на пост главного тренера Валерия Гладилина Шишкин перестал попадать в состав. По окончании сезона согласился на переход в смоленский «Кристалл», клуб, который возглавил Галямин. В середине сезона, когда тренер перебрался в «Химки», Олег перешёл в подмосковный клуб вслед за ним. Последовал за Галяминым Шишкин и тогда, когда тот стал главным тренером «Томи».

### «Томь»
В начале сезона 2004 года Галямин покинул сибирскую команду. Но Олег остался в клубе и под руководством Александра Гостенина добыл путёвку в Премьер-лигу. В 2005 году состоялось возвращение Олега в премьер-лигу.

### После «Томи»
После ухода из «Томи» Шишкин играл за «Авангард» (Курск), «Интер» (Баку) и «Олимпию» (Бельцы).

## Достижения
- Чемпионат России по футболу 1999: 3-е место
- Обладатель Кубка Молдавии: 2014
- Обладатель Суперкубка Молдавии: 2014